# IC 4262
IC 4262 — галактика типу Sb (компактна витягнута галактика) у сузір'ї Гідра.
Цей об'єкт міститься в оригінальній редакції індексного каталогу.